# Tayloria isleana
Tayloria isleana là một loài rêu trong họ Splachnaceae. Loài này được (Besch.) Broth. mô tả khoa học đầu tiên năm 1903.